# Szívhelyzet
A Szívhelyzet (Acil Ask Araniyor) egy 2015-ös török romantikus vígjátéksorozat, amelynek első évada Törökországban 2015. március 15-e és 2015. július 12-e között debütált a Show TV-n. A második évadot pedig szintén a Show TV sugározta 2015. október 4-e és 2015. november 25. között. Magyarországon 2018. április 23-án, 17 órakor debütált a Sony Max műsorán. A sorozat történetében egy kórház és orvosai életébe nyerhetünk bepillantást. A korábban idehaza vetített török sorozatokhoz képest ez jóval könnyedebb, és humorosabb.

## Főszereplők
Szívhelyzet (Acil Ask Araniyor)
- Duygu Yetis (Nisan) – Andrádi Zsanett
- Serhat Teoman (Sinan) – Horváth-Töreki Gergely
- Tamer Tirasoglu (Berzan) – Maday Gábor
- Rojda Demirer (Ayla) – Solecki Janka
- Serkan Ozturk (Malik) – Szokol Péter
- Sinem Ucar (Asuman) – Hábermann Lívia
- Sertan Erkacan (Abidin) – Kisfalusi Lehel

## Leírás
Sinan egy sikeres fiatal orvos, aki a kórház baleseti osztályán dolgozik. Egyedül lakik, és nagyon élvezi a csendes, eseménytelen életét. Egyik nap kora reggel zajra ébred, amint egy fiatal lány megpróbál beköltözni a szomszédos lakásba. Teljesen véletlenül Sinan megtudja, hogy Nisan, a lány, aki tönkretette a reggelét, az ő új segédorvosa. Sinan ezután kénytelen változtatni a napjain, mivel úgy tűnik, a nyugalom végleg elhagyja az életét.